# Anjiabe Ambony
Anjiabe Ambony est une ville et une commune urbaine (Kaominina), du nord de Madagascar, dans la province de Diego-Suarez.

## Administration
Anjiabe Ambony est une commune urbaine du district d'Ambilobe, située dans la région de Diana, dans la province de Diego-Suarez.

## Économie
La population est majoritairement rurale. On trouve sur le territoire communal des exploitations de coton et de sucre de canne ainsi que des rizières.

## Démographie
La population est estimée à 5 285 habitants, en 2001.